# St Combs
St Combs är en ort i Storbritannien.   Den ligger i kommunen Aberdeenshire och riksdelen Skottland, i den norra delen av landet, 700 km norr om huvudstaden London. St Combs ligger 9 meter över havet och antalet invånare är 719.
Terrängen runt St Combs är platt. Havet är nära St Combs åt nordost. Runt St Combs är det ganska glesbefolkat, med 30 invånare per kvadratkilometer. Närmaste större samhälle är Fraserburgh, 8,2 km nordväst om St Combs. Trakten runt St Combs består i huvudsak av gräsmarker.